# Ordstäv
Ett ordstäv är en fras som börjar med ett ordspråk eller talesätt, och fortsätter med en referens till en påhittad upphovsman, ofta för att skapa en komisk poäng. Kallas även för wellerism efter romanfiguren Sam Weller i Pickwickklubben av Charles Dickens.

## Etymologi
Ordstäv är ett äldre begrepp (fornsvenska: ordhstävi, ordhstaf) som ursprungligen betydde "vedertaget stående uttryck" eller talesätt.
Efterledet stäv (fornnordiska: stef) är ett äldre litteraturvetenskapligt begrepp som kan avse en folklig enstrofig dikt eller omkvädet i en drapa, det vill säga en viss versrad som återkommer i slutet av varje strof och uttrycker en poäng. Ordstäv betyder alltså etymologiskt ungefär "poängterande strof avsett som stående uttryck/ord".

## Exempel på ordstäv
- Det tar sig sa mordbrännaren.
- Det löser sig, sa han som sket i slasken.

Ibland förekommer flera varianter av samma ordstäv, exempelvis:
- Mycket skrik för lite ull, sa bonden när han klippte grisen.
- Mycket väsen för lite ull, sa käringen som klippte grisen.
- Mycket slit för ingenting, sa käringen som klippte grisen.